# جيمس سيلاس
جيمس سيلاس (بالإنجليزية: James Silas)‏ مواليد 11 فبراير 1949 في تالولاه، هو لاعب كرة سلة أمريكي سابق. بدأ مسيرته الاحترافية في سنة 1972. تم اختياره من قبل فريق هيوستن روكتس خلال الدرافت. لعب مع كليفلاند كافالييرز. يبلغ طوله 6 قدم 1 بوصة (1.9 م). اعتزل اللعب في 1982.

## روابط خارجية
- جيمس سيلاس على موقع إن بي أي (الإنجليزية)
- جيمس سيلاس على موقع سبورتس رفرنس (الإنجليزية)
- جيمس سيلاس على موقع ريلجم (الإنجليزية)
- جيمس سيلاس على موقع بروبوليرز (الإنجليزية)
- جيمس سيلاس على موقع قاعة لويزيانا للمشاهير الرياضية (الإنجليزية)